# Miloš Vučević
Miloš Vučević (cirílico serbio Милош Вучевић; Novi Sad, 10 de diciembre de 1974) es un abogado y político serbio, que ejerció como Primer ministro de Serbia entre 2024 y 2025. Previamente ocupó los cargos de Vicepresidente del Gobierno y Ministro de Defensa entre 2022 y 2024. Entre 2012 y 2022 fue alcalde de la ciudad de Novi Sad.  Es el presidente del Partido Progresista Serbio.

## Carrera política
Vučević comenzó su carrera política como miembro del Partido Radical Serbio (SRS) de extrema derecha, donde su padre era un miembro de alto rango. El SRS se dividió en 2008, y Vučević se unió al Partido Progresista Serbio (SNS) liderado por Tomislav Nikolić y Aleksandar Vučić, que también habían abandonado el SRS.

### Vice primer ministro de Serbia
El 23 de octubre de 2022, el presidente del Partido Progresista Serbio, Aleksandar Vučić, anunció que su partido recomendaría a Miloš Vučević como próximo vice primer ministro y ministro de Defensa de Serbia.
En abril de 2023, tras las filtraciones de documentos del Pentágono, se filtraron documentos que alegaban que Serbia había acordado vender armas al Ejército ucraniano para luchar contra las fuerzas rusas.  Vučević negó las acusaciones, calificándolas de "mentira". Afirmó que Serbia no había vendido ni vendería armas ni a Ucrania ni a Rusia, y sugirió que alguien estaba tratando de "desestabilizar su país e involucrarlo en un conflicto en el que no quería participar". Tampoco descartó la posibilidad de que algunas armas serbias hayan terminado en la zona de conflicto por otros medios.

### Presidente del SNS
El 27 de mayo de 2023, Vučević fue elegido presidente del SNS. También confirmó que el SNS se uniría al anunciado Movimiento Popular por el Estado (NPZD) de Vučić a finales de junio.